# Синагога
Синагога (од грч. συναγογε „скупштина, окупљање“ - хебр. Beit Knesset (בית כנסת) „Кућа окупљања” или Beit T`Phila „Кућа молитве”) је зграда у којој се обављају верске активности у јудаизму. Главна улога синагоге јесте заједничка молитва, мада је повезивана и с приватном или личном молитвом. Синагога се повезује и са учењем и у том својству назива се бет мидраш или „кућа учења“. Није јасно да ли је у старим временима кућа учења била део главног светилишта или се налазила одмах до њега, као данас.
Сврха синагоге је такође да буде место окупљања, бет кнесет, место где се одржавају градски скупови и где се обављају послови. Од 1. века па до данас, синагога се градила тако да служи и као коначиште за путнике намернике, бет орхим. Када су у питању уметност и архитектура синагоге, Јевреји су се прилагођавали животу изван Храма, прихватајући доминантну естетику свог доба. То је својеврстан помак од колективне религије из најранијих времена према индивидуализованијој религији синагоге, која је могла бити пренета у све земље и све заједнице. Све до модерних времена, синагога је била седиште јеврејског искуства. С либералним тенденцијама које је донела мисао 18. и 19. века настале су разне иновације у синагогама реформистичких и конзервативних Јевреја.
Немачки реформисти су увели оргуље и музику у верску службу, што су до извесне мере преузеле и конзервативне синагоге у 20. веку. Прихватање проповеди, свештеничке одеће, говорног језика околине и секуларног, поред верског образовања, представљали су основне елементе за развој савремене синагоге. Учешће жена у служби, прво у реформистичкој заједници, а касније и у многим другим либералним конгрегацијама, појавило се као врло значајно питање чак и у ортодоксним круговима. На тај начин, како је синагога изашла из гета као заједнице средњовековних времена, модерно доба је извршило на њу већи утицај од било којег другог чиниоца у њеној историји.
У старом добу и у средњем веку, синагога је била носилац свих јеврејских вредности, као и средиште већег дела активности заједнице. Данас такве секуларне ствари као што су филантропија и ционизам имају друге канале. Опстајање синагоге као трајне одлике јеврејске цивилизације указује, међутим, на непрекинути контекст за оне митске елементе традиције који надилазе историјско време.

## Порекло
Иако су синагоге постојале дуго времена пре уништења Другог храма 70. године нове ере, заједничко богослужење у време док је Храм још увек био фокусиран углавном на корбанот („нуђење жртви“) које су доносили коханим („свештеници“) у Храму у Јерусалим. Целодневна служба Јом кипура је, заправо, била догађај у коме је конгрегација посматрала кретање кохен гадола („великог свештеника“) док је приносио дневне жртве и молио се за његов успех.
Према јеврејској традицији, људи Великог већа (око 5. века п. н. е.) су формализовали и стандардизовали језик јеврејских молитви. Пре тога људи су се молили како им одговара, свако се молио на свој начин и није било стандардних молитви које су се читале.
Јоханан бен Закај, један од вођа на крају ере Другог храма, објавио је идеју о стварању појединачних богомоља у ком год месту се Јевреји затекли. Ово је допринело континуитету јеврејског народа одржавањем јединственог идентитета и преносивог начина богослужења упркос уништењу Храма, према многим историчарима.
Синагоге у смислу наменски изграђених простора за богослужење, или просторија првобитно изграђених за неке друге сврхе, али резервисане за формалну, заједничку молитву, међутим, постојале су дуго пре уништења Другог храма. Најранији археолошки докази о постојању врло раних синагога потичу из Египта, где камени натписи посвете синагогама из 3. века пре нове ере доказују да су синагоге постојале до тог датума. Археолози у Израелу и другим земљама које припадају хеленистичком свету идентификовали су више од десет јеврејских (и вероватно Самарићанских) синагога из доба Другог храма.
Сваки Јевреј или група Јевреја може да изгради синагогу. Синагоге су градили древни јеврејски краљеви и богати покровитељи. Оне могу настати као део широког спектра људских институција, укључујући секуларне образовне институције, владе и хотеле. Оне су бивале формиране доприносом целе заједнице Јевреја који живе на одређеном месту. Синагоге су грађене и од стране подгрупа Јевреја распоређених према занимању, етничкој припадности (тј. сефардски, пољски или персијски Јевреји у граду), стилу верских обреда (тј. реформисана или православна синагога), или од стране следбеника одређеног рабина.
Претпоставља се да је синагога постала богомоља у региону након уништења Другог храма током Првог јеврејско-римског рата; међутим, други спекулишу да је било места за молитву, осим Храма, током хеленистичког периода. Популаризација молитве уместо жртвовања током година пре уништења Другог храма 70. године припремила је Јевреје за живот у дијаспори, где је молитва служила као фокус јеврејског богослужења.
Упркос могућности простора налик синагоги пре Првог јеврејско-римског рата, синагога се појавила као упориште за јеврејско богослужење након уништења Храма. За Јевреје који су живели након побуне, синагога је функционисала као „преносиви систем богослужења“. У синагоги су се Јевреји служили молитвом, а не жртвовањем, што је раније служило као главни облик богослужења у Другом храму.

### Други храм
Године 1995, Хауард Ли Кларк је тврдио да синагоге нису биле развијена карактеристика јеврејског живота пре римско-јеврејског рата 70. Ки је своје налазе протумачио као доказ да су помињања синагога у Новом завету, укључујући Исусове посете синагогама у разним јеврејским насељима у Израелу, била анахрона. Међутим, до 2018. Мордехај Авијам је известио да је сада откопано најмање девет синагога за које се зна да су претходиле уништењу јерусалимског храма 70. године нове ере, укључујући Магдалу, Гамлу, Масаду, Иродијум, Модиин (Кх. Ум ел-Умдан), Кириат Сепхер (Кх. Бад Иса) и Кх. Дијаб. Авијам је закључио да је мислио да је скоро свако јеврејско насеље у то време, било да је полис или село, имало синагогу.
- Гамла – синагога је откривена у близини градских капија у Гамли, локалитету на Голану североисточно од Галилејског мора.[11] Овај град је уништила римска војска 67. године и никада није обновљен.
- Масада - синагога је откривена на западној страни Масаде, јужно од комплекса палате на северном крају локалитета. Један од јединствених налаза у овој синагоги била је група од 14 свитака, који су укључивали библијске, секташке и апокрифне документе.[12]
- Иродијум – синагога из 1. века откривена је у Иродовој палати тврђави у Иродијуму.[13]
- Магдала – позната и као синагога Мигдал, ова синагога је откривена 2009. Једна од јединствених карактеристика ове синагоге, која се налази на западној обали Галилејског мора, је сложено исклесани камени блок који је пронађен у центру. главне просторије.[14]
- Модин - Откривена између Модина и Латруна је најстарија синагога у модерном Израелу која је до данас пронађена, изграђена током другог века пне. Обухвата три собе и оближњу микве.[15]

- Синагога из првог века у Гамли
- Синагога из првог века у Масади
- Синагога из првог века у Магдали
- Синагога из првог века у Иродијуму

### Средњи век
Рабин и филозоф, Мајмонид (1138–1204), описао је различите обичаје свог времена у вези са локалним синагогама:
Према синагогама и домовима учења мора се поступати с поштовањем. Они се помету и пошкропе [водом] да се слегне прашина. У Шпанији и Магребу, у Вавилонији и у Светој земљи, обичај је да се у синагогама пале кандила и шире простирке по поду на којима седе верници. У земљама Едома (хришћански свет), они седе у синагогама на столицама [или клупама].
- Мозаик у синагоги Ципори
- Рушевине древне синагоге Кфар Барам